# Biografielijst Tl

## Tla
- Diego Velázquez Tlacotzin (+1526), cihuacoatl onder de Azteekse leider Cuauhtemoc